# 新北区 (常州市)
新北区（しんぼく-く）は中華人民共和国江蘇省の常州市に位置する市轄区。区内に常州奔牛空港がある。

## 行政区画
- 街道:三井街道、竜虎塘街道、春江街道、魏村街道、新橋街道
- 鎮:孟河鎮、薛家鎮、羅渓鎮、西夏墅鎮、奔牛鎮